# Un mes al llac
Un mes al llac (títol original: A Month by the Lake) és una pel·lícula estatunidenco-britànica dirigida per John Irvin, estrenada l'any 1995. Ha estat doblada al català.

## Argument
Una dona decideix passar un període a les costes del llac de Como, lloc on anys abans viatjava sovint amb el seu pare, mort fa poc. Aquí viu una vella coneixença, el major Wilshaw, home per qui ella fa un temps estava atreta. Aquests dies els dos viuran altres històries de corteig, deler i d'amor fins a comprendre's i al final estimar-se.

## Repartiment
- Vanessa Redgrave: Miss Bentley
- Edward Fox: Major Wilshaw
- Uma Thurman: Miss Beaumont
- Alida Valli: Signora Fascioli
- Carlo Cartier: Mr. Bonizzoni
- Alessandro Gassman: Vittorio Balsari
- Paolo Lombardi: Enrico
- Natalia Bizzi: Signora Bonizzoni

## Producció
Produïda per les societats Anuline i Miramax Films. L'acció es duu a terme totalment al Llac de Como, la major part als jardins de la vila Balbianello (avui propietat del FAI) on el director va situar l'hotel seu de les trobades romàntiques dels actors protagonistes. Algunes escenes han estat rodades prop del Lido de Bellagio, d'altres a Varenna, al passeig del llac, i d'altres als embarcadors a Tremezzo i a Cernobbio. Una part de la producció té lloc a Lierna al Llac de Como.

## Rebuda
- 1995: Nominada al Globus d'Or a la millor actriu musical o còmica (Vanessa Redgrave)
- Crítica: Destaca la fotografia de Pasqualino De Santis i el paper de Vanessa Redgrave,[3] així com el d'Edward Fox, mentre la direcció de John Irvin cerca de reconstruir l'atmosfera del període.[4][5] La trama que tenia la idea de fondre dos gèneres com la comèdia amb fons psicològic no convenç, en no aconseguir l'objectiu.[6]